# Paralysie périodique hypokaliémique
La paralysie périodique hypokaliémique ou maladie de Westphal est une maladie génétique se manifestant sous deux phénotypes différents : la forme paralytique et la forme myopathique associée à une hypokaliémie.
- La forme paralytique se manifeste par des accès de paralysie réversible s'accompagnant d'hypokaliémie. Ces attaques conduisent à une paraparésie ou à une tétraparésie mais épargnent les muscles respiratoires et cardiaques. Ces accès aigus durent de quelques heures à quelques jours. Des personnes souffriront d'une seule attaque mais la plupart subiront des accès périodiques de façon quotidienne, hebdomadaire, et mensuelle ou parfois annuelle. Ces accès sont déclenchés par un repas riche en glucides ou après un exercice et beaucoup plus rarement par le froid. Les intervalles entre ces crises sont prolongés par la prise de potassium ou d'acétazolamide. L'âge d'apparition de ces accès est de un an à 20 ans. La fréquence maximum de ces attaques se situe entre 15 et 35 ans et diminue avec l'âge.

- La forme myopathique est la forme se manifestant chez un quart des individus comme une faiblesse musculaire qui apparaît surtout après l'exercice et atteint les membres inférieurs à des âges très variables. Ces accès de faiblesse musculaire sont indépendants de la forme paralytique et peuvent être la seule manifestation de la paralysie périodique hypokaliémique.

Les personnes atteintes de paralysie périodique hypokaliémique ont autant de risque d'hyperthermie maligne que les individus porteurs du gène responsable de cette pathologie.
Le diagnostic de paralysie périodique hypokaliémique se fonde sur des accès de paralysie avec une hypokaliémie (<3.5 mmol/L), une absence de myotonie et une histoire familiale de maladie à transmission autosomique dominante.

## Sources
- (en) Damien Sternberg, Nacera Tabti, Bernard Hainque, Bertrand Fontaine, « Hypokalemic Periodic Paralysis » In GeneTests: Medical Genetics Information Resource (database online). Copyright, University of Washington, Seattle. 1993-2005